# روی دوپویس
روی دوپویس (انگلیسی: Roy Dupuis؛ زادهٔ ۲۱ آوریل ۱۹۶۳) یک هنرپیشه اهل کانادا است.
از فیلم‌ها یا برنامه‌های تلویزیونی که وی در آن نقش داشته است می‌توان به تهاجم بربرها، گرفتار، غریزه جنایت و حساب هیجانی اشاره کرد.